# Richard Gerard Lennon

Bischofswappen von Richard Gerard Lennon

Richard Gerard Lennon (* 26. März 1947 in Arlington; † 29. Oktober 2019) war ein US-amerikanischer Geistlicher und römisch-katholischer Bischof von Cleveland.

## Leben
Der Erzbischof von Boston, Humberto Sousa Kardinal Medeiros, weihte ihn am 19. Mai 1973 zum Priester.
Papst Johannes Paul II. ernannte ihn am 29. Juni 2001 zum Weihbischof in Boston und Titularbischof von Sufes. Der Erzbischof von Boston, Bernard Francis Kardinal Law, spendete ihm am 14. September desselben Jahres die Bischofsweihe; Mitkonsekratoren waren William Francis Murphy, Bischof von Rockville Centre, und Lawrence Joseph Riley, Weihbischof in Boston.
Nach dem Rücktritt Kardinal Laws am 13. Dezember 2002 war er bis zur Ernennung des neuen Erzbischofs Seán Patrick O’Malley am 1. Juli 2003 Apostolischer Administrator von Boston.
Am 4. April 2006 wurde er durch Papst Benedikt XVI. zum Bischof von Cleveland ernannt und am 15. Mai desselben Jahres in das Amt eingeführt.
Papst Franziskus nahm am 28. Dezember 2016 aus Gesundheitsgründen seinen vorzeitigen Rücktritt an.